# 2022 WJ1
2022 WJ1, prej označen kot C8FF042, je bil majhen in neškodljiv metrski blizuzemeljski asteroid ali meteoroid, ki je 19. novembra 2022 ob 08:27 UT vstopil v Zemljino atmosfero nad južnim Ontariem v Kanadi, natančneje nad območjem Zlate podkve jugozahodno od Toronta. Meteorit je zaznal vremenski radar.

## Odkritje
Asteroid je tri ure pred trkom odkril David Rankin v observatoriju Mount Lemmon med rutinskimi opazovanji v okviru raziskave Mount Lemmon Survey. Prva slika je bila posneta ob 04:53 UT, ko je bil asteroid od Zemlje oddaljen 0,000859 AU (128,5 tisoč km; 0,334 LD). S pomočjo prvih štirih slik asteroida je Scout ocenil 25-% možnost trka z Zemljo. Naslednje štiri slike so povečale možnost na 50%. V približno eni uri so nadaljnja opazovanja povečala možnost trka na 100 %. Zadnje opazovanje je bilo iz Mauna Kee, 32 minut pred trkom, tik preden je vstopil v Zemljino senco. Asteroid je ob vstopu imel navidezno magnitudo 15 (približno svetlost Plutona), preden je izginil v Zemljini senci. 
To je šesti uspešno napovedan trk asteroida. Z absolutno magnitudo 33,6 je najmanjši asteroid, ki je bil odkrit v vesolju.

## Trk
Domneva se, da je do padca meteorita prišlo vzdolž južnih obrežij jezera Ontario, od vzhodno od Grimsbyja do naselja Niagara on the Lake, pri čemer je meteorit pristal v vodi. Večji drobci bi padli dlje proti vzhodu. Med temnim delom leta je meteorit pustil radarski odtis med višinama ~15 km in 850 metri. Meteorit bi moral imeti svežo črno fuzijsko skorjo. Večina drobcev, ki jih je mogoče najti, bi bila verjetno približno 5 gramov in velikosti kovanca. Glavna masa je lahko velika kot nogometna žoga in se nahaja med Port Wellerjem in Virgilom.
26. septembra 2009 ob 01:03 UT je bil opažen tudi padec navadnega hondritnega meteorita v Grimsbyju s 13 najdenimi meteoriti s skupaj 215 grami (glavna masa je bila 69 gramov). Padec 2009 ima posutno polje v izmeri 8 x 4 km.
Center za manjše planete je ugotovil, da je bilo Zemljino ozračje prizadeto nad Brantfordom, 70 km od Grimsbyja.  Posledično prebitje zvočnega zidu je bilo večinoma slišano v Hamiltonu, medtem ko je bila ognjena krogla vidna opazovalcem na širšem območju Toronta in vse do ameriških zveznih držav Maryland, Ohio, Pensilvanija in New York.

## Orbita
Apolonski asteroid se je približeval decemberskemu periheliju (najbližji mimolet Sonca), ko je trčil v Zemljo. 